# تومي حبيب
توماس إل. حبيب (بالإنجليزية: Tommy Habeeb)‏ (مواليد 22 أبريل 1958) هو مقدم برامج تلفزيونية أمريكي عُرف بتقديمه لبرنامج التفلزيون الواقعي Cheaters، وقدّمه نفسه فيه باسم «تومي غراند».
وّلد حبيب في كوربوس كريستي، في ولاية تكساس الأمريكية، ودرس في جامعة كاليفورنيا، بلوس أنجلوس.

## الحياة الشخصية
حبيب متزوج وله ثلاثة أبناء.

## وصلات خارجية
- تومي حبيب على موقع IMDb (الإنجليزية)
- تومي حبيب على موقع قاعدة بيانات الفيلم (الإنجليزية)
- STAG official website
- Cheaters official website
- Uncensored Cheaters PPV website
- Billionaires Car Club official website نسخة محفوظة 11 أكتوبر 2006 على موقع واي باك مشين.